# Дев'ятниківська сільська рада
Дев'ятниківська сільська́ ра́да — орган місцевого самоврядування у Стрийському районі Львівської області. Адміністративний центр — село Дев'ятники.

## Загальні відомості
- Дев'ятниківська сільська рада утворена в 1939 році.
- Територія ради: 37,26 км²
- Населення ради: 874 особи (станом на 2001 рік)
- Територією ради протікає річка Боберка.

## Населені пункти
Сільській раді підпорядковані населені пункти:
- с. Дев'ятники
- с. Калинівка
- с. Ятвяги
- с. Юшківці

## Склад ради
Рада складається з 12 депутатів та голови.
- Голова ради: Візний Михайло Григорович
- Секретар ради: Соколик Зеновія Василівна

### Керівний склад попередніх скликань
| ПІБ                       | Основні відомості                                                 | Дата обрання | Дата звільнення |
| ------------------------- | ----------------------------------------------------------------- | ------------ | --------------- |
| Візний Михайло Григорович | Сільський голова, 1952 року народження, освіта вища, безпартійний | 26.03.2006   | 31.10.2010      |
| Візний Михайло Григорович | Сільський голова, 1952 року народження, освіта вища, безпартійний | 31.10.2010   |                 |

Примітка: таблиця складена за даними сайту Верховної Ради України